# Elranatamab
Elranatamab, vendido bajo la marca Elrexfio, es un medicamento utilizado para el tratamiento del mieloma múltiple. Elranatamab es un activador biespecífico de linfocitos T CD3 y del  antígeno de maduración de células B biespecífico (BCMA). Elranatamab se administra por vía subcutánea.
Los efectos secundarios más comunes incluyen síndrome de liberación de citocinas, fatiga, reacción en el lugar de la inyección, diarrea, infecciónes del tracto respiratorio superior, dolor musculoesquelético, neumonía, disminución del apetito, erupción cutánea, tos, náuseas y pirexia. 
Elranatamab fue aprobado para uso médico en los Estados Unidos en agosto de 2023, en la Unión Europea en diciembre de 2023,  y en Canadá en enero de 2024. En el Reino Unido se puede acceder a través un esquema de acceso tempraono establecido por Pfizer y se prevé su aprobación por NICE en junio de 2024.

## Uso médico
Elranatamab está indicado en el tratamiento de adultos con mieloma múltiple en recaída o refractario que han recibido al menos cuatro líneas de tratamiento previas, las cuales debe incluir un inhibidor del proteasoma, un agente inmunomodulador y un anticuerpo monoclonal anti-CD38.  

## Efectos adversos
Las reacciones adversas más comunes incluyen síndrome de liberación de citoquinas, fatiga, reacción en el lugar de la inyección, diarrea, infección del tracto respiratorio superior, dolor musculoesquelético, neumonía, disminución del apetito, erupción cutánea, tos, náuseas y pirexia. 
La información de prescripción de elranatamab de la Administración de Alimentos y Medicamentos de EE. UU. (FDA) tiene un recuadro de advertencia sobre el síndrome de liberación de citocinas mortal o potencialmente mortal así como toxicidad neurológica, en el que se incluye neurotoxicidad asociada a las células efectoras inmunitarias. 

## Historia
La seguridad y eficacia de elranatamab se evaluaron en MagnetisMM-3 (NCT04649359), un estudio multicéntrico, de un solo grupo y de etiqueta abierta que incluyó a participantes con mieloma múltiple en recaída/refractario y que además eran refractarios a al menos un fármaco inhibidor del proteasoma, inmunomodulador y un anticuerpo anti- CD38 .  En general, el estudio incluyó a 97 participantes que no habían recibido previamente una terapia dirigida contra un BCMA y que habían recibido previamente al menos cuatro líneas de tratamiento, incluido un inhibidor del proteasoma, un agente inmunomodulador y un anticuerpo monoclonal anti-CD38.
La FDA concedió la solicitud de revisión prioritaria de elranatamab como terapia innovadora y lo designó como un medicamento huérfano,  otorgándole la aprobación bajo el nombre de Elrexfio a Pfizer Inc.

## Sociedad y Cultura

### Estatus legal
En octubre de 2023, el Comité de Medicamentos de Uso Humano de la Agencia Europea de Medicamentos adoptó un dictamen positivo, recomendando la concesión de una autorización de comercialización condicional para el medicamento Elrexfio, destinado al tratamiento del mieloma múltiple. El solicitante de este medicamento fue Pfizer Europe MA EEIG. 
Elranatamab fue aprobado para uso médico en los Estados Unidos en agosto de 2023,   en la Unión Europea en diciembre de 2023, y en Canadá en enero de 2024. 

### Nombres de marca
Elranatamab es la denominación común internacional . 
Elranatamab se vende bajo la marca Elrexfio.   